# Martin Werlen
Pour l’article homonyme, voir Werlen.
Martin Werlen OSB, né le 28 mars 1962 à Obergesteln, est un clerc régulier de l'ordre de Saint-Benoît, 58e Père Abbé (abbé mitré nullius dioecesis), de l'abbaye territoriale d'Einsiedeln en Suisse de 2001 à 2013. Il est désormais abbé émérite.

## Biographie
Martin Werlen devient moine de l'ordre de Saint-Benoît en rejoignant l'abbaye d'Einsiedeln en 1984. La même année et jusqu'en 1988, il entreprend une formation de théologie à l'abbaye. Durant cette formation, il entreprendra un échange lors d'un séjour de mobilité à l'Abbaye Saint-Meinrad aux États-Unis. À la suite de ses études, il est ordonné prêtre le 28 juin 1988 par l'évêque Amédée Grab. De 1989 à 1992, il entreprend une seconde formation en psychologie.
Le 10 novembre 2001, il est élu 58e Père-Abbé de l'abbaye d'Einsiedeln. Ce choix est confirmé par le pape Jean-Paul II le 17 novembre de la même année et il est consacré un mois plus tard, le 16 décembre,. Le pape François accepte son retrait le 4 octobre 2013 au terme de son mandat abbatial de 12 ans. Celui-ci devient effectif un mois plus tard, le 17 novembre après avoir célébré une messe conclusive de l'année de la foi à l'église du couvent d'Einsiedeln,.
Il est actif au sein de la conférence des évêques suisses dans plusieurs dicastères, notamment ceux de l'Église et société et Médias ainsi qu'aux Tâches présidentielles où il est responsable du conseil des femmes et de la commission d'experts Abus sexuels dans le cadre de la pastorale Il est aussi actif dans deux autres commissions : celle de Justice et Paix, ainsi que la Commission Bioéthique.

## Publications
- Découvrir ensemble la braise sous la cendre, Éditions Bayard, 2013.
- Vivre les yeux ouverts. Provocation pour une Église en marche avec les hommes, Éditions Saint-Augustin, 2015.
- Trop tard. Une espérance pour tous, Éditions Saint Augustin, 2019.